# 尚真人

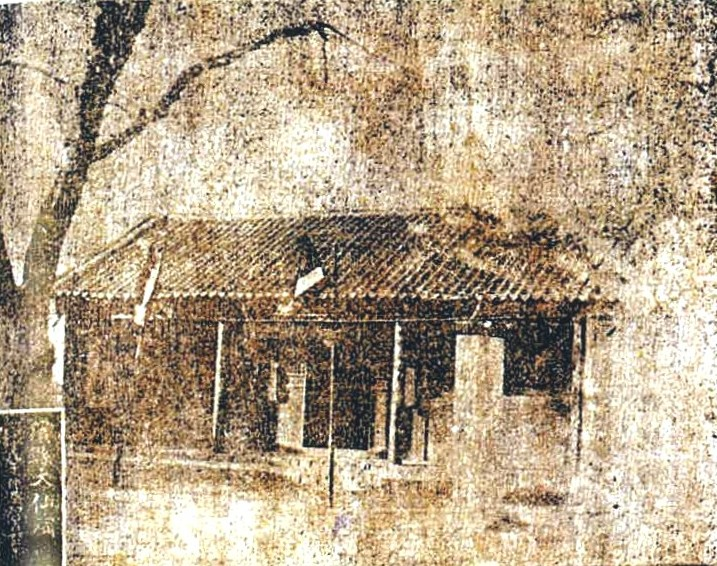
滨县的大仙祠

尚真人，或称尚大仙，清末民初时山东滨县县署后院大仙祠中供奉的祀主，道院前身滨县乩坛（滨坛）的扶乩活动中降坛的神仙之一。据称，尚真人姓尚，名正如，字履平，山西省汾西县尚家庄人，出生于唐朝，开元年间曾被朝廷屡次征召，但均被他辞去，后修道成仙。清朝咸丰、同治年间，为救济难民来到滨县。
尚大仙作为大仙祠中供奉的祀主，相传其“答方愈病，应验如响”，因此该祠香火旺盛，深受当地民众信仰，每逢农历初一、十五，远近的很多民众到祠中求签、问方、问事和还愿。至民国初年之时，该祠已存在多年，滨县历任县知事均不加禁止。
1916年，滨县知事吴福森等人深信扶乩，常在大仙祠设乩坛，请尚真人降坛。根据信徒传说，尚大仙曾降坛自述身世。
随着滨县乩坛的主要人物到山东省会济南开设乩坛（济坛），尚大仙被认为名气太小，不利于与其他乩坛竞争，于是开始推崇太乙真人为“老祖”。其后降坛的神仙多为老祖，尚大仙罕有降坛。1921年3月18日（农历二月九日），以济坛为基础成立济南道院，道院下设统院、坐院、坛院、经院、慈院和宣院等六院，各院均有神职与人职的两套组织，尚真人被奉为坛院神职中的统坛掌籍。